# Tour Paradis
La Tour Paradis, chiamato anche Tour des Finances de Liège, è un grattacielo di nella zona Guillemins di Liegi, in Belgio.
Costruito dal 2012 al 2014 e utilizzato per ospitare uffici, misura 136 metri in altezza e al momento dell'inaugurazione era il terzo edificio più alto del paese.